# 羅賓遜峰
羅賓遜峰（英語：Robinson Peak），是南極洲的山峰，位於埃爾斯沃思地，處於倫內爾冰川以東，處於弗吉尼亞山以南13公里，屬於赫里蒂奇嶺的一部分，海拔高度2,040米，美國地質調查局根據測量和該國海軍的空中照片繪入地圖，現時由南極條約體系管理。